# Мєдвє
Мєдвє (пол. Miedwie) — озеро у Польщі на території  Західнопоморського воєводства, за 7 км від Старгарда-Щецинського.
Площа водяного дзеркала становить 35,27 км² (п'яте за площею в Польщі, друге після Домб'є у Західнопоморському воєводстві).
Озеро знаходиться на висоті 14 м, а його глибина становить 43,8 м, що дає найбільшу у Польщі криптодепресію (29,8 метрів нижче рівня моря). Берегова лінія має довжину близько 39 км . Довжина озера становить 15,5 км, максимальна ширина 3,2 км.
Через озеро протікає річка Плоня, в нього також впадають річки Островіця, Мєдвінка, Рув-Куновський.

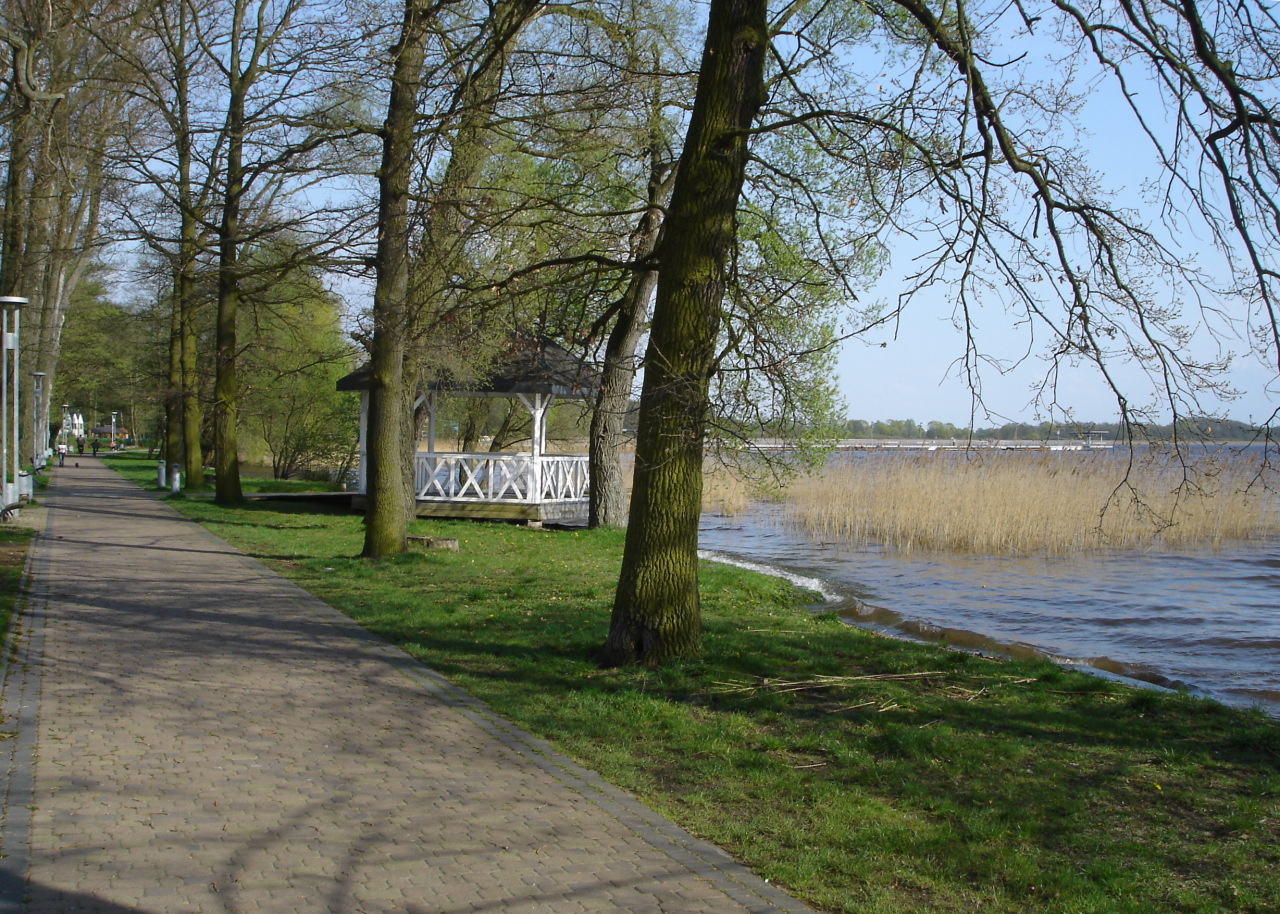
Алея біля озера

## Історія
Нинішнє озеро є залишком великої водойми, в якої накопичувались води льодовиків, що танули. Це озеро (також зване Прамєдвє) спочатку містило акваторію озера Плоня, і його рівень був на 3 метрів вище, ніж в даний час, але поступово його рівень зменшився. До 1746 року поверхня озера становила майже 42 км² на висоті 16,5 м над рівнем моря, але в середині XVIII століття король Фрідріх Великий наказав осушити землі навколо озера для сільського господарства. У результаті поверхня озера зменшилась на 575 га, а рівень води впав на 2,5 м. У 1959 році зруйнували поріг у гирлі річки Плоня, що викликало зниженні рівня води ще приблизно на 36 см. У 1976 році побудовано греблю, яка регулює відтік води з Мєдвє.

## Фауна
В озері є багато видів риб, у тому числі: сиг мєдвянський (місцевий вид), сиг, щука звичайна, окунь звичайний, вугор, в'язь, карась, лящ, лин і плотва.

## Назва
Назва озера має слов'янське коріння і походить від широко поширеного слов'янського слова «мед», також можливо, що назва походить від індоєвропейського коріння medhjo- або Medhu-, що означає «середина». Назва Мєдвє офіційно представлена в 1949 році, замінивши колишню німецька назву озера — Мадузее (Madüsee)